# Juraj Tabaček
Juraj "Šoko" Tabaček (* 23. srpna 1979, Žilina) je slovenský moderátor, herec, stand-up komik a bavič.

## Život
Vystudoval gymnázium v Žilině , nedokončil však ani jednu ze tří vysokých škol, na které byl přijat. Působil jako herec Bábkového divadla v Žilině , v současnosti se objevuje převážně v zábavních televizních pořadech. Do povědomí širší veřejnosti se dostal zejména ztvárněním postavy Tunela ve slovenském sitcomu Horná Dolná. Od roku 2016 vystupuje v českém stand-up pořadu Comedy Club. Od podzimu 2018 do léta 2019 byl kapitánem v pořadu Milujem Slovensko na Jednotke RTVS. Juraj Tabaček se taktéž objevil v pořadech jako Inkognito, Nikto nie je dokonalý (JOJ), Chart show, Tvoja tvár znie povedome (Markíza) a dalších.
Vystupuje v seskupení 3T - Tri tvorivé tvory, rovněž v show Na facku, nebo v rámci stand-upů.

## Filmografie
- 2002: Povesti a balady: Ako čert v Tatrách zamrzol
- 2017: Cuky Luky Film [5]

### Seriály
- 2009: V mene zákona
- 2011: Hoď svišťom
- 2011: Ludsky & Ludsky
- 2011: Dr. Ludsky
- 2015 : Horná Dolná [6]

### Reality show
- Tvoja tvár znie povedome
- Chart show
- Nikto nie je dokonalý
- Inkognito